# Rose Hip Rose
Rose Hip Rose (ローズ ヒップ ローズ?, Rozu Hippu Rozu) è un manga scritto e disegnato da Tōru Fujisawa. La serie di Rose Hip comincia nel 2002 con la pubblicazione su Young Magazine Uppers, inizialmente come one shot per una serie dedicata ad azione e pistole, e successivamente serializzato fino alla chiusura, nel 2004, della rivista.
Successivamente l'autore ha pubblicato, sotto il nome Magnum Rose Hip, il continuo della storia, su Weekly Shōnen Magazine. In Italia le due serie sono pubblicate in un'edizione monografica che le racchiude sotto il nome Rose Hip Rose.
Della serie esiste anche un prequel, pubblicato su Weekly Shonen Magazine, inedito in Italia, intitolato Rose Hip Zero.

## Trama
Il manga parla di quella che sembra essere una normalissima studentessa, Kasumi Asakura, che in realtà si rivela essere un agente speciale di polizia, facente parte di una squadra speciale denominata Rose Hip. La protagonista si trova quindi a combattere contro terroristi e criminali in situazioni particolarmente complicate, dove le serve il particolare addestramento ricevuto fin da piccola. Kasumi è anche soprannominata No murder angel, per la sua capacità di portare a termine le missioni senza che vi siano vittime.
Nella vita di Kasumi irrompe Natsuki, anche lei da piccola addestrata nello stesso corpo speciale e soprannominata No mercy angel, che riporta alla mente della protagonista alcuni episodi del passato di cui lei non ricorda nulla. Le due cominciano così a lavorare insieme.

## Personaggi
Kasumi Asakura
17 anni, studentessa liceale. Soffre di una grave amnesia che non le permette di ricordare il suo passato. Soprannominata No murder angel, utilizza proiettili di gomma e granate con pallini di plastica.
Natsuki Kuonji
Amica d'infanzia di Kasumi, conosciuta ai tempi dell'addestramento speciale. Soprannominata No mercy angel viene spesso ripresa dall'amica per i suoi modi troppo violenti.